# Tar (Chorwacja)
Tar (wł. Torre) – wieś w Chorwacji, w żupanii istryjskiej, w gminie Tar-Vabriga. W 2011 roku liczyła 1088 mieszkańców.